# Балак
Ба́лак (пол. Bałak) — різновид польської мови, що був поширений у містах Галичини наприкінці XIX — першій половині XX століття.
Вживана менш освіченими поляками Дрогобича, Борислава та інших міст Галичини. Найхарактерніша його риса — насиченість лексики українськими словами (загально-українськими і діалектними) і великий вплив української фонетики («chlib» замість «chleb», «h» замість «g» у багатьох словах та інші). З українським міським діалектом балак мав також спільні запозичення німецьких слів, особливо пов'язаних з австрійськими реаліями в адміністрації, економіці, військовому побуті. У багатьох випадках балак перетворювався в мішану польсько-українську говірку, особливо коли нею користувалися люди українського походження. Стилізація під балак була головним засобом індивідуалізації тексту творів деяких польських прозаїків із Західної України (Анджей Хцюк, Атлантида: Розповідь про Велике Князівство Балаку [Архівовано 16 жовтня 2012 у Wayback Machine.]) і авторів гумористично-ліричних віршів та пісенних текстів (Мар'ян Гемар). Почасти з польської літератури, а почасти з говірки львівських українців старшого покоління елементи балака запозичують останнім часом окремі львівські українські письменники (Ю. Винничук).
Деякі джерела відносять львівську ґвару до балаку, проте варто пам'ятати, що львівська ґвара відрізняється від балаку різноманітністю запозичень: так, балак сформований у результаті українських запозичень до польської мови, натомість, в основі львівської ґвари лежить суміш польської, української, німецької та їдиш. Тобто, попри однакові причини формування, балак і львівська ґвара мають різні основи, а також суттєво відрізняються між собою.